# HMS Hussar (J82)
«Гусар» (англ. HMS Hussar (J82) — військовий корабель, тральщик типу «Гальсіон» Королівського військово-морського флоту Великої Британії часів Другої світової війни.
Тральщик брав участь у бойових діях на морі в Другій світовій війні, переважно бився у Північній Атлантиці, супроводжував арктичні конвої, підтримував висадку морського десанту в Нормандії. За проявлену мужність та стійкість у боях бойовий корабель заохочений чотирма бойовими відзнаками.

## Історія створення
Тральщик «Гусар» закладений 10 серпня 1933 року на верфі John I. Thornycroft & Company у Вулстоні. 27 серпня 1934 року він був спущений на воду, а 16 січня 1935 року увійшов до складу Королівських ВМС Великої Британії. 

## Історія служби

### Початок війни
З початком воєнних дій у Європі, «Гусар» разом з однотипними тральщиками «Гальсіон», «Харрієр», «Леда», «Найджер», «Саламандер», «Госсамер», «Скіпджек», «Спідвел» і «Сфінкс» включений до 5-ї флотилії тральщиків командування Нор з базуванням у Дуврі. Протягом перших місяців війни діяв у складі формування, маючи завдання щодо прочісування навколишніх вод та виявлення німецьких мін і підводних човнів.

### 1941
З 18 жовтня 1941 року «Гусар» супроводжував арктичні конвої PQ 1 від берегів ісландського Хваль-фіорда і PQ 2 з Ліверпуля до Архангельська й зворотний QP 2 до Керкволла.

### 1942
21 березня 1942 року тральщик включений до складу конвою QP 9, який повертався з Росії. Разом з есмінцями радянським «Гремящий» та британським «Оффа» і тральщиками «Госсамер», «Харрієр», «Брітомарт», «Найджер», «Спідвел» і «Шарпшутер» супроводжував 19 вантажних суден до Ісландії. Скористувавшись тим, що німці відволікли свою увагу на інший конвой — PQ 13, союзникам вдалось успішно виконати завдання та повернутись до портів приписки. Німецький підводний човен U-655 здійснив невдалу спробу атакувати транспорти, але був помічений та атакований тральщиком «Шарпшутер» і врешті-решт протаранений і потоплений.

### 1943
19 листопада 1943 року оперативна група британського флоту забезпечували прикриття конвою JW 54A.

### 1944
На початку січня 1944 року «Гусар» разом з однотипними тральщиками «Харрієр», «Глінер», «Гальсіон», «Брітомарт», «Джейсон», «Саламандер», «Спідвел» і «Сігал» включений до 1-ї флотилії тральщиків.
Літом 1944 року «Гусар» виконував завдання поблизу плацдармів у Нормандії. До серпня корабель діяв поблизу Арроманша з «Харрієр», «Глінер», «Брітомарт», «Джейсон» і «Саламандер». 22 серпня тральщики вийшли на забезпечення протимінної безпеки до району Гавра для бомбардування німецьких позицій лінкором «Ворспайт» і моніторами «Еребус» та «Робертс».

### Загибель
27 серпня 1944 року під час проведення тралення узбережжя флотилія випадково піддалася ракетному удару британського винищувача-бомбардувальника «Тайфун». Трагічний інцидент стався внаслідок неузгодженості дії флоту та авіації, коли тральщики вийшли поза межі визначеного району. В результаті влучення ракет RP-3 два тральщики «Брітомарт» та «Гусар» затонули, «Саламандер» зазнав важких пошкоджень, його ніс був відірваний, екіпаж «Джейсон» поніс втрати в живій силі від вогню літака.
Наслідком «дружнього» вогню стала загибель 78 офіцерів та матросів, ще 149 дістали поранень різного ступеня.